# Янош Мартоньї

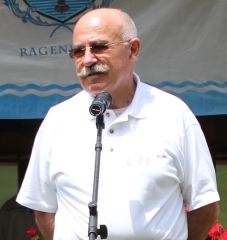
Янош Мартоньї, 2011

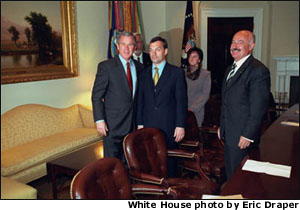
Януш Мартоньї з Джорджом Бушем та Віктором Орбаном в Білому Домі

Я́нош Ма́ртоньї (угор. Martonyi János); (1944), угорський державний і політичний діяч.

## Біографія
Народився 5 квітня 1944 року в місті Коложвар (Клуж-Напока), Угорське королівство. Закінчив Університет Сегеда, юридичний факультет. Стажувався у Лондоні і Гаазі.
Викладав в Будапештському університеті. Згодом також викладав у Центрально-Європейському університеті і Університеті Сегеда. Працював в торговому представництві Угорщини в Бельгії.
З 1985 по 1989 — начальник відділу в міністерстві торговлі Угорщини.
З 1989 по 1990 — урядовий уповноважений з питань приватизації.
З 1998 по 2002 — міністр закордонних справ Угорщини в кабінеті Віктора Орбана, вів переговори про вступ Угорщини до Євросоюзу. Після поразки партії Фідес на Парламентських виборах 2002 року пішов у відставку.
З 2005 року брав участь в роботі групи Амато, яка готовила проект Лісабонської угоди.
З 2010 — після перемоги партії Фідекс на Парламентських виборах в квітні 2010 року, став новим міністром закордонних справ Угорщини в другому кабінеті Віктора Орбана.